# Agent trouble
Agent trouble é um filme francês de 1987, do gênero suspense, dirigido por Jean-Pierre Mocky.

## Elenco
- Catherine Deneuve.... Amanda Weber
- Richard Bohringer.... Alex
- Tom Novembre.... Victorien
- Dominique Lavanant.... Catherine 'Karen' Dariller
- Sophie Moyse.... Delphine
- Kristin Scott Thomas.... Julie
- Héléna Manson.... Madame Sackman, a diretora do museu
- Hervé Pauchon.... Tony
- Charles Varel.... Norbert
- Maxime Leroux.... Arms
- Sylvie Joly.... Edna
- Pierre Arditi.... Stanislas Gautier
- Michel Varille.... o pequeno amigo de Tony
- Antoine Mayor.... Tintin

## Principais prêmios e indicações
Prêmio César 1988 (França)
- Venceu na categoria de melhor atriz coadjuvante (Dominique Lavanant).
- Indicado nas categorias de melhor atriz (Catherine Deneuve), melhor ator coadjuvante (Tom Novembre), e melhor trilha sonora escrita especialmente para cinema (Gabriel Yared).